# Elaeosticta ramosissima
Elaeosticta ramosissima là một loài thực vật có hoa trong họ Hoa tán. Loài này được Kljuykov mô tả khoa học đầu tiên năm 2005.